# Norddeutscher Rundfunk
La Norddeutsche Rundfunk (NDR) è l'emittente radiotelevisiva pubblica locale dei Länder tedeschi del nord (Amburgo, Bassa Sassonia, Meclemburgo-Pomerania Anteriore e Schleswig-Holstein), ed è affiliata ad ARD. La sede è ad Amburgo-Rotherbaum (la stazione radiofonica) e ad Amburgo-Lokstedt (l'emittente televisiva). La NDR nacque nel 1954 dalla suddivisione della NWDR in WDR e, appunto, NDR.
Si occupa della partecipazione della Germania all'Eurovision Song Contest, e produce il Tagesschau, il principale spazio informativo di ARD.